# Uwa Tawalo
Pas d'image ? Cliquez ici

a Compétitions nationales et continentales officielles uniquement.

Dernière mise à jour le 7 juillet 2025.
Uwa Tawalo, né le 27 février 1992, est un joueur fidjien de rugby à XV qui évolue au poste d'ailier. Il joue au sein du club français du C' Chartres Rugby depuis 2023.
Il est le cousin de Peceli Yato, également joueur de rugby à XV professionnel.

## Biographie
Uwa Tawalo quitte les Fidji pour partir jouer en Nouvelle-Zélande, au Wesley College, puis avec l'équipe des Counties Manuaku. Il fait un retour aux Fidji pour jouer avec l'équipe de Nadroga (en catégorie moins de 20 ans). Il se fait rapidement repérer par le club français de l'ASM Clermont grâce au partenariat du club avec Nadroga (à la suite de ses compatriotes Napolioni Nalaga, Kini Murimurivalu, Noa Nakaitaci et Metuisela Talebula), où il signe un contrat espoir en 2012 et intègre le centre de formation du club.
Il joue quelques matchs avec l'équipe professionnelle de l'ASM Clermont, avant de signer professionnel avec l'équipe de l'US Oyonnax. Pour sa première saison avec ce club, il dispute douze rencontres de Championnat de France, inscrivant cinq essais, et trois en Coupe d'Europe où il inscrit deux essais.
Le 15 juin 2017, le Biarritz olympique annonce qu'il rejoint le club à partir de la saison 2017-2018. Il n'est pas conservé à l'issue de la saison 2018-2019 et s'engage à l'AS Béziers.

## Palmarès
- Vainqueur du Championnat de France espoirs en 2014 avec l'ASM Clermont Auvergne.
- Vainqueur de la Pro D2 en 2017 avec l'US Oyonnax.